# Акжайык (клуб по хоккею с мячом)
Акжайык (каз. Ақжайық спорт клубы) — казахстанский клуб по хоккею с мячом, представляющий город Уральск (каз.  Орал). Выступает в высшей лиге Первенства России. В сезон 2016/2017 посёлок Зачаганск стала домом для клуба.

## Наиболее известные игроки в истории
- Михаил Адаев
- Леонид Бедарев
- Сергей Битков
- Анатолий Землянов
- Дмитрий Иванников
- Рауан Исалиев
- Владимир Кожевников
- Михаил Комков
- Евгений Мусевич
- Искандер Нугманов
- Сакен Нугманов
- Вячеслав Пак
- Валерий Пилин
- Сергей Путько
- Саулет Рафиков
- Евгений Стариченко
- Владимир Стариченков
- Ирбулат Темиргалиев
- Сергей Токмаков
- Сергей Уланов
- Олег Чернов
- Игорь Чиликин
- Александр Шавалдин
- Николай Шавалдин
- Ринат Шамсутов

## Тренеры в истории
- Анатолий Родионович Бурый (1976, 1976—1978)
- Виталий Николаевич Немолочнов (1978—1981)
- Виктор Константинович Котов (1981—1982)
- Анатолий Гаврилович Землянов (1982—1984, 1992—1994)
- Саулет Сабиржанович Рафиков (1984—1992, 2004—2005)
- Сакен Кайбушевич Нугманов (1994—1996, 1997—2004, 2005—2006)
- Михаил Васильевич Комков (1996—1997)
- Александр Михайлович Ионкин (2006-наст.вр.)